# Orka na ugorze
Orka na ugorze – powieść Jana Wiktora wydana w 1935.
Powieść oparta jest na własnych doświadczeniach i obserwacjach autora. Akcja książki dzieje się wśród chłopów na podhalańskiej wsi.  Główny bohater, Alojz Malinowski, uosabia nowe pokolenie chłopów, dążących do odmiany swojego losu. Inną ważną postacią jest nauczycielka, realizująca ideały bliskie pozytywistycznej pracy u podstaw. W języku powieści pojawia się stylizacja na gwarę podhalańską. Powieść została nagrodzona Złotym Wawrzynem Akademickim przyznawanym przez Polską Akademię Literatury.